# Vaccinium globosum
Vaccinium globosum är en ljungväxtart som beskrevs av J. J. Smith. Vaccinium globosum ingår i Blåbärssläktet, och familjen ljungväxter. Inga underarter finns listade i Catalogue of Life.